# Profronde van Drenthe 2012
La Profronde van Drenthe 2012, cinquantesima edizione della corsa, valida come evento dell'UCI Europe Tour 2012 categoria 1.1, si svolse il 10 marzo 2012 su un percorso di 195,5 km. Fu vinta dall'olandese Bert-Jan Lindeman, che terminò la gara in 4h 42' 04" alla media di 41,58 km/h.
Furono 78 i ciclisti che portarono a termine la competizione.

## Ordine d'arrivo (Top 10)
| Pos. | Corridore         | Squadra        | Tempo    |
| ---- | ----------------- | -------------- | -------- |
| 1    | Bert-Jan Lindeman | Vacansoleil    | 4h42'04" |
| 2    | Guillaume Boivin  | SpiderTech     | s.t.     |
| 3    | René Jørgensen    | Christina Wat. | a 34"    |
| 4    | Daniele Colli     | Type 1-Sanofi  | s.t.     |
| 5    | Stijn Neirynck    | Topsport Vl.   | a 40"    |
| 6    | Wouter Wippert    | Paesi Bassi    | s.t.     |
| 7    | Tom Van Asbroeck  | Topsport Vl.   | a 51"    |
| 8    | Stefan Schumacher | Christina Wat. | s.t.     |
| 9    | Tom Stamsnijder   | Project 1T4I   | s.t.     |
| 10   | Remco te Brake    | Cycl. de Rijke | s.t.     |